# C'è sempre un motivo
C'è sempre un motivo è il 35° album in studio di Adriano Celentano, pubblicato il 12 novembre 2004.

## Storia
Il disco vede rinnovare la collaborazione di Celentano con Mogol e Gianni Bella, che appaiono come autori di testi e/o musiche in sei brani, e con Carlo Mazzoni, autore del testo della title track nonché singolo di lancio; sono inoltre presenti un inedito di Fabrizio De André e una rivisitazione del brano Il ragazzo della via Gluck con un testo in lingua creola capoverdiana, cantata in coppia con Cesária Évora. La canzone che conclude il disco, Vengo dal jazz, è una cover del brano Bensonhurst Blues di Artie Kaplan del 1973, contenuto nel suo album Confessions of a Male Chauvinist Pig.
I singoli estratti furono C'è sempre un motivo, Ancora vivo, Marì Marì, Valeva la pena, L'indiano; quest'ultimo è anche l'unico singolo (dal 2005) uscito su CD.
Il disco è uscito in vari formati: CD, SACD, CD+DVD, LP, MC e Special Edition (contenente CD+DVD, LP, book e maglietta).
Il 14 ottobre 2005 è uscita una nuova versione con l'aggiunta di un dodicesimo brano, "L'indiano", scritta da Paolo Conte per il ritorno in TV di Celentano col programma RockPolitik. La ristampa ha riguardato la versione CD e quella CD+DVD ed è stata anche pubblicata sull'innovativo supporto DualDisc, diventando il primo lavoro discografico ad uscire in tale formato in Italia.

## Accoglienza
Ha raggiunto la seconda posizione nella classifica FIMI ed ha venduto 600 000 copie. Il disco è risultato uno dei più venduti nell'annata 2004-2005, pur non arrivando mai al primo posto della hit-parade, superato nella settimana d'uscita dalla raccolta Best of Blue dei Blue. In occasione della ristampa è inoltre tornato per diverse settimane nella top 20.

## Tracce
Tracce dell'album del 2004 - Clan, CLN 20551
1. Ancora vivo - 4:32 -  (testo di Mogol, musica di Gianni Bella)
2. Marì Marì - 4:15 -  (Mogol, G. Bella)
3. C'è sempre un motivo - 5:27 -  (Carlo Mazzoni)
4. Valeva la pena - 4:10 -  (Cheope, Daniel Vuletic)
5. Lunfardia - 5:03 -  (testo di Roberto Ferri e Fabrizio De André; musica di Roberto Ferri)
6. Verità da marciapiede - 4:33 -  (Mogol, G. Bella, R. Bella)
7. Quel Casinha (Il ragazzo della via Gluck) - 4:28 -  (musica di Adriano Celentano e Detto Mariano; testo di Luciano Beretta, Miki Del Prete; testo in creolo di Teofilo Chantre)
8. L'ultima donna che amo - 3:50 -  (Mogol, G. Bella)
9. In quale vita - 4:48 -  (Mogol, Adriano Celentano, G. Bella)
10. Proibito - 4:07 -  (Mogol, G. Bella)
11. Vengo dal jazz (Bensonhurst Blues) - 3:56 -  (Artie Kaplan, Lawrence Kornfeld, Adriano Celentano)

Tracce dell'album del 2005 - (Clan, CLN 20551)
1. L'indiano - 3:25 - (testo di Paolo Conte)
2. Ancora vivo - 4:32 -  (testo di Mogol, musica di Gianni Bella)
3. Marì Marì - 4:15 -  (Mogol, G. Bella)
4. C'è sempre un motivo - 5:27 -  (Carlo Mazzoni)
5. Valeva la pena - 4:10 -  (Cheope, Daniel Vuletic)
6. Lunfardia - 5:03 -  (testo di Roberto Ferri e Fabrizio De André; musica di Roberto Ferri)
7. Verità da marciapiede - 4:33 -  (Mogol, G. Bella, R. Bella)
8. Quel Casinha (Il ragazzo della via Gluck) - 4:28 -  (musica di Adriano Celentano e Detto Mariano; testo di Luciano Beretta, Miki Del Prete; testo in creolo di Teofilo Chantre)
9. L'ultima donna che amo - 3:50 -  (Mogol, G. Bella)
10. In quale vita - 4:48 -  (Mogol, Adriano Celentano, G. Bella)
11. Proibito - 4:07 -  (Mogol, G. Bella)
12. Vengo dal jazz (Bensonhurst Blues) - 3:56 -  (Artie Kaplan, Lawrence Kornfeld, Adriano Celentano)

## Formazione
- Adriano Celentano – voce
- Michele Canova Iorfida – tastiera, programmazione, sintetizzatore
- Claudio Guidetti – chitarra
- Celso Valli – tastiera, pianoforte, organo Hammond, Fender Rhodes
- Luca Bignardi – programmazione
- Massimo Varini – chitarra
- Christian "Noochie" Rigano – tastiera, pianoforte, Fender Rhodes
- Pino Saracini – basso
- Davide Tagliapietra – chitarra
- Richard Galliano – bandoneón
- Cesare Chiodo – basso
- Alfredo Golino – batteria
- Daniel Vuletic – chitarra
- Leo Di Angilla – batteria, percussioni
- Lenny Castro – percussioni
- Paolo Valli – batteria

## Classifiche

### Classifiche settimanali
| Classifica (2004) | Posizione massima |
| ----------------- | ----------------- |
| Italia            | 2                 |
| Svizzera          | 20                |

### Classifiche di fine anno
| Classifica (2004) | Posizione |
| ----------------- | --------- |
| Italia            | 9         |
| Classifica (2005) | Posizione |
| Italia            | 26        |